# Fumiko Okuno
Fumiko Okuno –en japonés, 奥野 史子, Okuno Fumiko– (Kioto, 14 de abril de 1972) es una deportista japonesa que compitió en natación sincronizada.
Participó en los Juegos Olímpicos de Barcelona 1992, obteniendo dos medallas de bronce, en las pruebas solo y dúo. Ganó cuatro medallas en el Campeonato Mundial de Natación, en los años 1991 y 1994.

## Palmarés internacional
| Juegos Olímpicos   | Juegos Olímpicos   | Juegos Olímpicos  | Juegos Olímpicos |
| Año                | Lugar              | Medalla           | Prueba           |
| ------------------ | ------------------ | ----------------- | ---------------- |
| 1992               | Barcelona (España) | Medalla de bronce | Solo             |
| 1992               | Barcelona (España) | Medalla de bronce | Dúo              |
| Campeonato Mundial |                    |                   |                  |
| Año                | Lugar              | Medalla           | Prueba           |
| 1991               | Perth (Australia)  | Medalla de bronce | Equipo           |
| 1994               | Roma (Italia)      | Medalla de plata  | Solo             |
| 1994               | Roma (Italia)      | Medalla de plata  | Dúo              |
| 1994               | Roma (Italia)      | Medalla de bronce | Equipo           |